# Río Oscuro
Río oscuro es una telenovela chilena de suspenso creada por Víctor Carrasco, con Matías Ovalle y Pablo Ávila como productores ejecutivos. Se estrenó por Canal 13 el 27 de mayo de 2019, y concluyó el 15 de noviembre de 2019. La historia se sitúa en un joven que desaparece en las montañas y aborda temáticas como el atentado a los derechos humanos, el narcotráfico, el racismo y la polifidelidad.
Protagonizada por Amparo Noguera, Julio Milostich, Claudia Di Girolamo, Mariana Di Girolamo y José Antonio Raffo.
Es una de las telenovelas menos vistas en la historia de la televisión chilena. Se atribuye su baja audiencia a varios factores como la complejidad de su trama y cambios de horario debido a diferencias con los principios ideológicos de Canal 13.

## Argumento
Manuel Valdivieso (José Antonio Raffo) es un joven que decide hacer un viaje a las montañas centrales de Chile en la búsqueda espiritual. Tras dos años de su desaparición, la policía y su madre Clara (Amparo Noguera) no pierden las esperanzas de encontrarlo. Debido a la ineficiencia de la justicia ante el caso de desaparición, su madre decide ir en la búsqueda de él. 
Clara llega a un extraño pueblo llamado Río Oscuro, el lugar donde Manuel fue visto por última vez. El pueblo esconde una red de secretos perturbadores en la que conviven extrañas personas bajo una opresiva logística de trabajo. Lo que Clara no sabe, es que Manuel se encuentra secuestrado en un laboratorio por el psicopático Juan Echeverría (Julio Milostich), terrateniente y líder narcotraficante de la zona, que planeó la desaparición del joven para atraer a Clara al pueblo, mujer que lo tiene obsesionado desde adolescente. 
Este plan, comienza a decaer cuando Concepción Aldunate (Claudia Di Girolamo), la madre de Juan, protege a Manuel y se enfrenta a su hijo Juan. Pese a la enfermedad degenerativa y a la presunta adicción a la morfina que enfrenta Concepción, la mujer moverá los hilos para que Clara se desvíe de la verdad y pierda el horizonte racional a través de Juan, a quien somete a maltratos, torturas y vejaciones.
Clara junto a la falsa ayuda de Juan, comienza una búsqueda por pueblos y montañas cercanas, descubriendo detalles del pasado de su hijo que la sumergirán a una dimensión desconocida de la que no podrá escapar.  
En el intento, Clara se reencontrará con Rosario (Mariana Di Girolamo), la novia de Manuel, quien luego de dos años, ha formado una relación con Alberto (Gabriel Cañas), el hijo de Juan. Sin darse cuenta de la omisión que la chica realiza, con el fin de recompensar todo lo que Juan y Concepción han hecho por ella, Clara irá descubriendo que las pistas de su hijo en Río Oscuro. son cada vez más cercanas a la verdad. 

## Reparto
- Amparo Noguera como Clara Molina.
- Julio Milostich como Juan Echeverría.[6]
- Claudia Di Girolamo como Concepción Aldunate.[7]
- Mariana Di Girolamo como Rosario Correa.[8]
- José Antonio Raffo como Manuel Valdivieso.[9]
- Josefina Fiebelkorn como Adela Echeverría.[10]
- Gabriel Cañas como Alberto Echeverría.[11]
- Alejandra Fosalba como Angélica López.[12]
- Katyna Huberman como Josefina Cruz.[13]
- Marcial Tagle como Custodio Pereira.
- Lorena Bosch como Rosa Mardones.[14]
- Alonso Quintero como Pedro Salgado.
- Antonia Giesen como María Pereira.[15]
- Seide Tosta como Antonia Noble.
- Alejandro Fajardo como Claudio Baeza.
- Yohan Aguiar como Eugenio Baeza.[16]
- Betsy Camino como Luisa Baeza.[17]

### Recurrentes e invitados especiales
- Mauricio Pešutić como Francisco Guzmán[18]
- Álvaro Morales como Fernando García[19]
- Carlos Díaz como Rafael Morales[20]
- Hugo Medina como Eusebio Llanos[21]

## Producción

### Desarrollo
Pablo Ávila comenzó a recibir propuestas de productores y guionistas de televisión para realizar la siguiente ficción para el horario nocturno de Canal 13. No obstante, rechazó las propuestas dado que quería explorar el formato serie, manteniendo la intensidad en las escenas y la actuación de Pacto de sangre. El guionista chileno Víctor Carrasco comenzó a desarrollar las bases y elementos de lo que habría de convertirse en la serie, una de las exigencias de Ávila, con quien compartió ideas en común al momento de escribir la historia. «Me he sentido muy cómodo como autor, el diálogo con Pablo es sumamente importante, pero hay un respeto enorme que no había sentido hace muchísimo tiempo hacia mí como autor». En cuanto a la temática, Carrasco propuso escribir personajes complejos que puedan desarrollar profundamente su interior y el lado oscuro del género thriller. El guionista declaró: «más que corroborar el dicho de pueblo chico, infierno grande, aquí cada una de las personas que lo habita es un infierno en particular».

### Casting y equipo
El 22 de enero de 2019, se anunció que Amparo Noguera estaba en conversaciones para el papel femenino principal de la serie. El 21 de febrero se confirmó a Noguera y la incorporación de Mariana Di Girolamo en roles principales. Más tarde ese mes, Julio Milostich había sido elegido como el personaje masculino principal. El 22 de febrero se confirmó a Claudia Di Girolamo, quien se había unido al elenco principal, y a su vez, trabajaría por primera vez junto a su sobrina Mariana. En el mismo mes se anunció que Alejandra Fosalba se incorporaría al reparto. El 24 de febrero mediante un teaser se acreditó la incorporación al reparto de Katyna Huberman, Marcial Tagle, Lorena Bosch y Josefina Fiebelkorn. El 19 de marzo se informó la participación del resto del reparto. Milostich declaró: «El guión es muy intenso y el elenco es relativamente pequeño así que ha sido un rodaje movido y bien entretenido».
Respecto al equipo de producción, Cristián Mason es asignado como el director de la serie, mientras que Eduardo Alegría como productor, ambos trabajaron anteriormente en Pacto de sangre. La primera vez que se reunieron los actores con el equipo de producción fue en una prueba de vestuarios. Mason declaró: «Es súper importante porque es la etapa en la que juegan. El actor se viste y entra en personaje». Por otro lado, el guionista Víctor Carrasco declaró: «Veo lo que hace Claudia Di Girolamo y Amparo Noguera y es un placer infinito, un gran regalo volver a escribir con este elenco y con este nivel de producción».

### Rodaje y locaciones
Las grabaciones de Río Oscuro comenzaron el 21 de marzo en una locación de Lo Barnechea junto a Amparo Noguera, Katyna Huberman y José Antonio Raffo. El 2 de abril, la agencia audiovisual Promoplan grabó un anuncio publicitario con todos los integrantes del reparto en un bosque de San Francisco de Mostazal. Algunos lugares usados para grabar los exteriores fueron en Lo Barnechea, en el Santuario de la Naturaleza de Yerba Loca, un sector pre-cordillerano de El Arrayán y en Leyda, una aldea de la comuna de San Antonio.

## Recepción
Días antes del estreno, la familia de Kurt Martinson, un guía turístico de 35 años que desapareció en San Pedro de Atacama en el año 2014, estudió demandar ante la Corte Suprema a Canal 13 para que no transmitiera la telenovela debido al parentesco con la historia de Martinson, pero finalmente optaron por no demandar al canal.
Río Oscuro debutó el 27 de mayo de 2019, en segundo lugar de audiencias con 11 puntos de rating y un peak de 16 puntos, tras Mega que alcanzó 18,1 puntos en el mismo horario. Esta telenovela fue criticada por su similitud con tres telenovelas de Televisión Nacional como el parentesco del papel de Amparo Noguera, que en la telenovela Vuelve temprano (2014) su hijo también desaparecía y ella se llamaba Clara; Julio Milostich y su papel en El señor de La Querencia (2008), que ejercía violencia a los otros personajes; y el parecido con Su nombre es Joaquín (2011), que se situaba en un pueblo donde también se había perdido una persona y se practicaba el poliamor.
Con el paso de las semanas, Río Oscuro comenzó a tener menor audiencia. Por ello, Canal 13 decidió trasladar la telenovela a las 23:45 horas y estrenó en su lugar Amor a la Catalán. Esta estrategia no funcionó y el 19 de agosto el canal la volvió a mover a las 01:45 horas, esto generó que su audiencia disminuyera torno a los 3 puntos de rating. Finalmente, su episodio final fue emitido entre las 03:23 y las 04:05 horas del 15 de noviembre de 2019, con una audiencia de 2,6 puntos de rating.

### Premios y distinciones
| Año  | Premio           | Categoría                             | Nominado            | Resultado |
| ---- | ---------------- | ------------------------------------- | ------------------- | --------- |
| 2019 | Copihue de Oro   |                                       |                     |           |
| 2019 | Copihue de Oro   | Mejor serie o teleserie               | Río oscuro          | Nominada  |
| 2019 | Copihue de Oro   | Mejor actriz                          | Mariana di Girolamo | Nominada  |
| 2020 | Premios Caleuche | Mejor actriz de soporte en teleseries | Claudia di Girolamo | Nominada  |